# 巴德鲁勒·巴赫蒂亚尔
巴德鲁勒·巴赫蒂亚尔（1988年2月1日—），亦称为巴德鲁·巴迪亚，马来西亚政治人物、足球运动員，司职中场。现任吉打州议会莪仑州议员。目前效力于马来西亚超级足球联赛俱乐部沙巴，也同时代表马来西亚国家足球队。

## 政治生涯
2023年吉打州选举，巴德鲁代表国盟伊党上阵莪仑州席。2023年8月12日，巴德鲁获得1万7千771张票，以6千584张多数票击败希盟公正党候选人菲道斯佐哈里，成功当选吉打州议会莪仑州议员。

## 家庭背景
2023年8月23日，巴德鲁的父亲巴迪亚逝世，享年66岁。

## 选举成绩
| 年份 | 选区     | 候选人 | 候选人                   | 得票数 | 得票率 | 竞选对手 | 竞选对手                   | 得票数 | 得票率 | 总票数 | 多数票 | 投票率 |
| ---- | -------- | ------ | ------------------------ | ------ | ------ | -------- | -------------------------- | ------ | ------ | ------ | ------ | ------ |
| 2023 | N22 莪仑 |        | 巴德鲁巴迪亚（伊斯兰党） | 17,771 | 61.37% |          | 菲道斯佐哈里（人民公正党） | 11,187 | 38.63% | 29,203 | 6,584  | 70.73% |

## 荣誉

### 俱乐部
吉打达鲁阿曼
- 马来西亚超级足球联赛
  - 冠军：2006–2007、2007–2008
- 马来西亚足总杯
  - 冠军：2007、2008、2017、2019
- 马来西亚
  - 冠军：2007、2008、2016
- 马来西亚首要足球联赛
  - 冠军：2005–2006、2015
- 马来西亚慈善盾
  - 冠军：2007

### 国家队
- 东南亚运动会
  - 金牌：2009、2011
- 东南亚足球锦标赛
  - 亚军：2014

### 个人
- 马来西亚足总月度最佳球员
  - 2016年八月、2017年二月、2019年6月
- 马来西亚足总年度最佳中场
  - 2010、2017、2021
- 马来西亚足总最具价值球员
  - 2017